# Silvij Kobal
Silvij Kobal, slovenski gledališki igralec, * 10. junij 1928, Idrija, † 20. maj 1991, Trst.

## Življenje
Kobal je postal leta 1947 član Slovenskega stalnega gledališča v Trstu, kjer je bil ves čas eden glavnih ustvarjalcev. Najprej je igral manjše vloge, nato pa se je razvil v karakternega igralca dramskih vlog. V vrsti dognanih dramskih likov je še posebej razvil dvoje oblikovnih značinosti: razgiban temperament, poln mediterantskega duha in mehak čut za komično dogajanje na katero je vplival s svojo žlahtno ljudskostjo. Številne vloge pa je odigral tudi v radijskih in televizijskih igrah v Trstu in Ljubljani.
Za svoje delo je prejel Borštnikovo nagrado (1984) in nagrado Prešernovega sklada (1986).